# Apámuram (film)
Az Apámuram (eredeti cím: Padre padrone) olasz film Paolo és Vittorio Taviani rendezésében, szardíniai hivatásos és amatőr színészekkel.
A film eredetileg az olasz televízió számára készült, de 1977-ben elnyerte az Arany Pálma díjat a cannes-i filmfesztiválon.
Egy szardíniai pásztorról szól, akit domináns apja terrorizál, és aki önmaga nevelésével próbál menekülni, végül ünnepelt nyelvész lesz. A dráma Gavino Ledda azonos című önéletrajzi könyvén alapul.

## Szereplők
| Szerep            | Színész               | Magyar hang      |
| ----------------- | --------------------- | ---------------- |
| Apa               | Omero Antonutti       | Horváth Sándor   |
| Gavino            | Saverio Marconi       | Székhelyi József |
| Anya              | Marcella Michelangeli | Molnár Piroska   |
| Gavino gyerekként | Fabrizio Forte        |                  |
| Fiatal pásztor    | Marino Cenna          |                  |
| Sebastiano        | Stanko Molnar         | Koltai Róbert    |
| Cesare            | Nanni Moretti         | Dunai Tamás      |
| Önmaga            | Gavino Ledda          | Végvári Tamás    |